# 大高宏雄
大高 宏雄（おおたか ひろお、1954年〈昭和29年〉 - ）は、日本の映画ジャーナリスト。文化通信社特別編集委員。

## 経歴
静岡県浜松市出身。静岡県立浜松北高等学校、明治大学文学部仏文科を卒業し、文化通信社に入社した。
1987年（昭和62年）には個人で映画雑誌『映画前夜』を刊行し、1992年（平成4年）には独立系作品を評価する日本映画プロフェッショナル大賞を創設した。
1998年度（平成10年度）には『キネマ旬報』での連載「映画戦線異状なし」により第25回キネマ旬報読者賞を受賞した。
映画雑誌『キネマ旬報』で「大高宏雄のファイト・シネクラブ」を連載し、毎日新聞で「チャートの裏側」を連載している。2012年度には『キネマ旬報』での連載「ファイト・シネクラブ」により第40回キネマ旬報読者賞を受賞した。
ピンク映画を中心とした上映イベントなども手掛けている。映画批評家や映画評論家を名乗ったことはないという。

## 著書
- 『ミニシアターをよろしく』JICC出版局、1989年
- 『興行価値 商品としての映画論』鹿砦社、1996年
- 『ミニシアター的!』WAVE出版、1998年
- 『日本映画への戦略』希林館、2000年
- 『仁義なき映画列伝』鹿砦社、2002年
- 『映画ビジネス最前線 新たなる挑戦!GAGA』B!インターナショナル・ブックス、2003年
- 『日本映画のヒット力 なぜ日本映画は儲かるようになったか』ランダムハウス講談社、2007年
- 『仁義なき映画列伝 増補新版』鹿砦社、2007年
- 『映画賞を一人で作った男 日プロ大賞の18年』愛育社、2009年
- 『映画業界最前線物語 君はこれでも映画をめざすのか』愛育社、2013年
- 『仁義なき映画列伝 復刻新版』鹿砦社、2015年
- 『昭和の女優 官能・エロ映画の時代』鹿砦社、2016年